# Struga (Basse-Silésie)
Pour les articles homonymes, voir Struga (homonymie).
Struga (en allemand : Adelsbach) est une localité polonaise de la gmina de Stare Bogaczowice, située dans le powiat de Wałbrzych en voïvodie de Basse-Silésie.

## Géographie

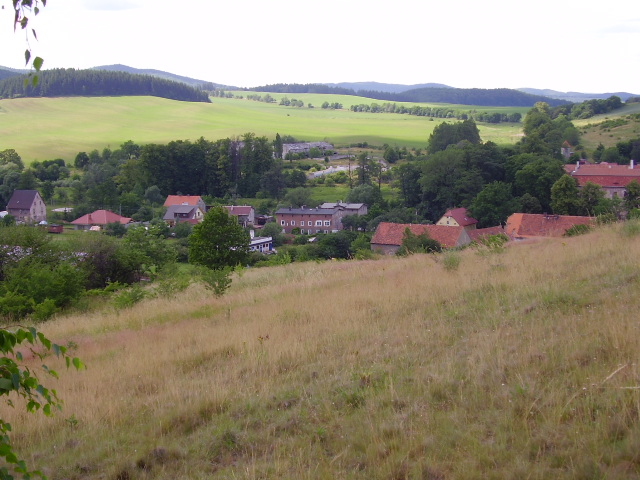
Vue sur le village.

Le village est situé dans la région historique de Basse-Silésie, dans les contreforts des Sudètes. Il se trouve sur la route reliant Szczawno-Zdrój et Dobromierz, à quatre kilomètres au sud-est de Stare Bogaczowice.

## Histoire
Le domaine rural en Silésie a été fondé vers l'an 1215 ; il faisait partie des possessions autour du château de Cisy fondé vers la fin du XIIIe siècle par le duc Bolko Ier de Świdnica. Une église est mentionnée en 1305. En 1392, les territoires du duché de Schweidnitz reviennent à la couronne de Bohême. 
Dès le début du XVe siècle, les domaines de Cisy étaient la possession de la noble famille Czettritz. Abraham de Czettritz, époux de Marie de Nimptsch fit construire le château d'Adelsbach vers 1453. Le village est dévasté durant la guerre de Trente Ans. En 1718, il a été acquis par les comtes de Stolberg. Après la première guerre de Silésie, en 1742, la région est annexée par le royaume de Prusse.
À partir de 1818, Adelsbach était incorporé dans l'arrondissement de Waldenburg au sein de la Silésie prussienne. Vers la fin de la Seconde Guerre mondiale, au printemps 1945, le village est occupé par l'Armée rouge puis rattaché à la république de Pologne. La population germanophone restante est expulsée.